# ویرژینی آرنولد
ویرژینی آرنولد (فرانسوی: Virginie Arnold‎؛ زادهٔ ۲۴ دسامبر ۱۹۷۹) کماندار اهل فرانسه بود.